# ЛВС-86
ЛВС-86 (71-86) — советский и российский шестиосный сочленённый высокопольный трамвайный вагон производства ЗРГЭТ. Разработан на основе опытного вагона ЛВС-80. ЛВС-86 выпускались на ПТМЗ с 1987 по 1997 год, всего построено 473 вагона различных модификаций.
Трамвайные вагоны ЛВС-86 работают в Санкт-Петербурге и работали ранее на закрытой в 2004 году трамвайной системе города Архангельска.

## История
После успешного опыта сочленённых вагонов типа ЛВС-66 и ЛВС-80 завод должен был выпустить доработанную модель сочленения и кузова вагона, в связи с этим в 1986 году на заводе ВАРЗ (впоследствии ПТМЗ) был разработан прототип модели ЛВС-86. В отличие от ЛВС-80, оборудование и кабину изменили на аналогичные ЛМ-68М.
С 1990 года вагоны выпускались с небольшими изменениями: первая дверь была наполовину отдана водителю, наполовину оставалась в салоне; сиденья устанавливались по схеме 1+1 (до этого они устанавливались по схеме 2+1).
Последний вагон ЛВС-86 был выпущен в сентябре 1997 года с гофрами по бокам кузова, которые были убраны после текущего ремонта в 2007 году. Работал в трамвайном парке № 7 под номером 7030. Вагон был списан в декабре 2023 года.

### Капитально-восстановительный ремонт
В 1995 — 2005 годах на ПТМЗ производился капитальный ремонт вагонов. С 2006 года процедура проходит в цехе капитальных ремонтов на территории трамвайного парка № 1.
В 2000 — 2002 гг. на ПТМЗ был проведен капремонт с заменой системы управления на РКСУ трех вагонов ЛВС-86Т.
В 2003 — 2004 гг. 24 вагона ЛВС-86Т и 2 вагона ЛВС-86М были модернизированы. Были установлены: стеклопластиковая передняя панель аналогичная ЛМ-99К, установлены пластиковые сиденья, система управления заменена на РКСУ. Общественными проектами по ведению учёта подвижного состава общественного транспорта трамваи, прошедшие данную модернизацию, неофициально рассматриваются как отдельная модификация ЛВС-86К-М.
В 2015 году на базе СПб ГЭТ производился капитальный ремонт 15 вагонов ЛВС-86К: менялось электооборудование, устанавливались полупантографы, новые автоинформаторы, табло, софиты, маршрутные указатели, оборудование для автономного хода до 150 метров по прямой.
С 2017 года ЛВС-86Т и ЛВС-86К проходят модернизацию с установкой асинхронного тягового привода, планетарных дверей, пластиковой передней маски, аналогичной ЛМ-99К, фальшбортов для крышевого оборудования, ремонтом салона и замены двухплечего пантографа на одноплечий. При этой модернизации увеличивается количество сидячих мест за счёт ликвидации шкафа с электрооборудованием в салоне. Модернизированная версия известна как ЛВС-86М2.

## Конструкция
ЛВС-86 — сочленённый шестиосный трамвай колеи 1524 мм с тележкой Якобса в узле сочленения. Вагон способен работать по системе многих единиц (СМЕ) в составе поезда до 3 вагонов.

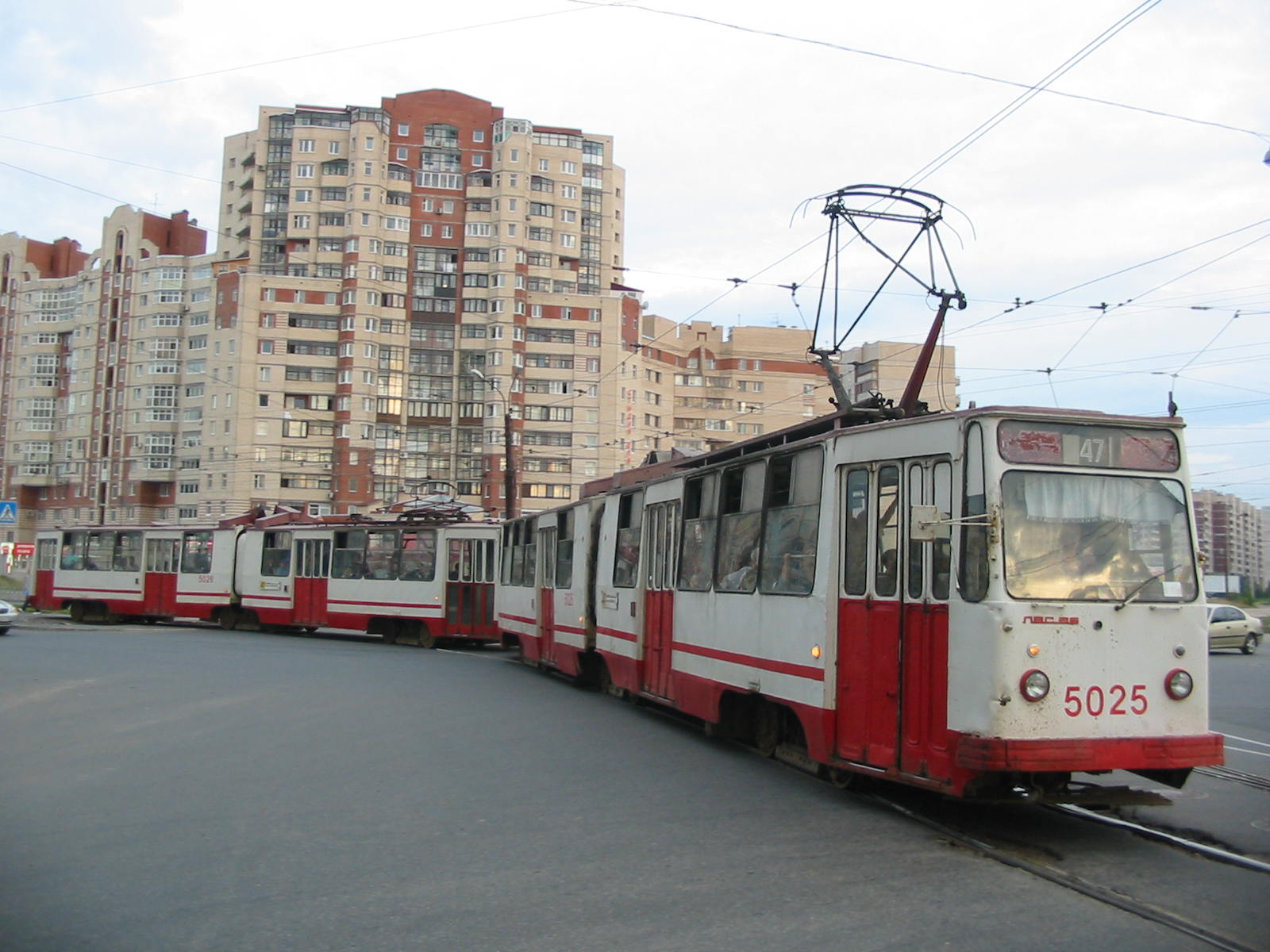
Поезда из двух вагонов ЛВС-86 работали в Петербурге до конца 2000-х

Кузов состоит из двух равных секций, связанных через узел сочленения, который опирается на центральную тележку. Изначально узел сочленения имел другую конструкцию — резиновые уплотнители между полукруглыми стенками шарнира и боковыми стенами вагона были вогнутыми в сторону боковых стенок, однако в 1990 году произошёл несчастный случай — ребёнок при движении трамвая в кривой засунул голову в расширившееся пространство, которое сузилось при возвращении на прямой участок и зажало ребёнку голову. Тогда в срочном порядке был закрыт проход через узел сочленения, а затем в течение нескольких месяцев в вагонах были установлены уплотнители, выгнутые в сторону салона.
Двери поворотно-складные (ширмовые), размещены по правому борту в переднем свесе (на большинстве вагонов одна створка ведет в кабину водителя), посередине между первой и второй, второй и третьей тележками, и в заднем свесе. Тяговых электродвигателей четыре, по два в первой и третьей тележках. Центральная тележка безмоторная.
Система управления током через тяговые двигатели косвенная: реостатно-контакторная или тиристорно-импульсная. Основное торможение электродинамическое, тяговыми двигателями. Для дотормаживания используется барабанно-колодочный тормоз с пневмоприводом. Присутствуют и магниторельсовые тормоза.
В качестве токоприемника используется пантограф, проводились эксперименты и с токоприемником ТПБ. В модификации М2 — полупантограф.
Вагон имеет 26 или 37 посадочных мест. Размеры ЛВС-86 составляют: 22500 мм общая длина, 2550 мм ширина и 3146 мм высота; общая масса без пассажиров 29,5 тонн.

## Модификации
- ЛВС-86К (1987—1997) — Базовая модель, реостатно-контакторная система управления (РКСУ).
- ЛВС-86Т (1988—1994) — Тиристорно-импульсная система управления (ТИСУ). Имеет два узких шкафа с электрооборудованием в салоне.
- ЛВС-86М (1993—1996) — Тиристорно-импульсная система управления «МЭРА». Имеет один узкий шкаф с электрооборудованием в салоне.

Модернизации:
- ЛВС-86А (1995) — Асинхронный тяговый двигатель[8][9][10][11]. Единственный вагон, переделан из ЛВС-86Т,бортовой номер 2200 (заводской №1018) в июне 1995 года. Надпись на борту гласит: «Первый в России с двигателями переменного тока». В настоящее время не эксплуатируется, передан в музей электротранспорта
- ЛВС-86М2 (с 2017) — Асинхронные тяговые двигатели, новая стеклопластиковая передняя панель, поворотные двери, полупантограф.  До модернизации это были ЛВС-86К и ЛВС-86Т. Стоимость модернизации одного трамвая в 2017 году составляла 26 миллионов рублей[12].

## Эксплуатирующие города
| Страна | Город           | Эксплуатирующая организация | Количество |
| ------ | --------------- | --------------------------- | ---------- |
| Россия | Санкт-Петербург | СПб ГУП «Горэлектротранс»   | 99         |

## Галерея

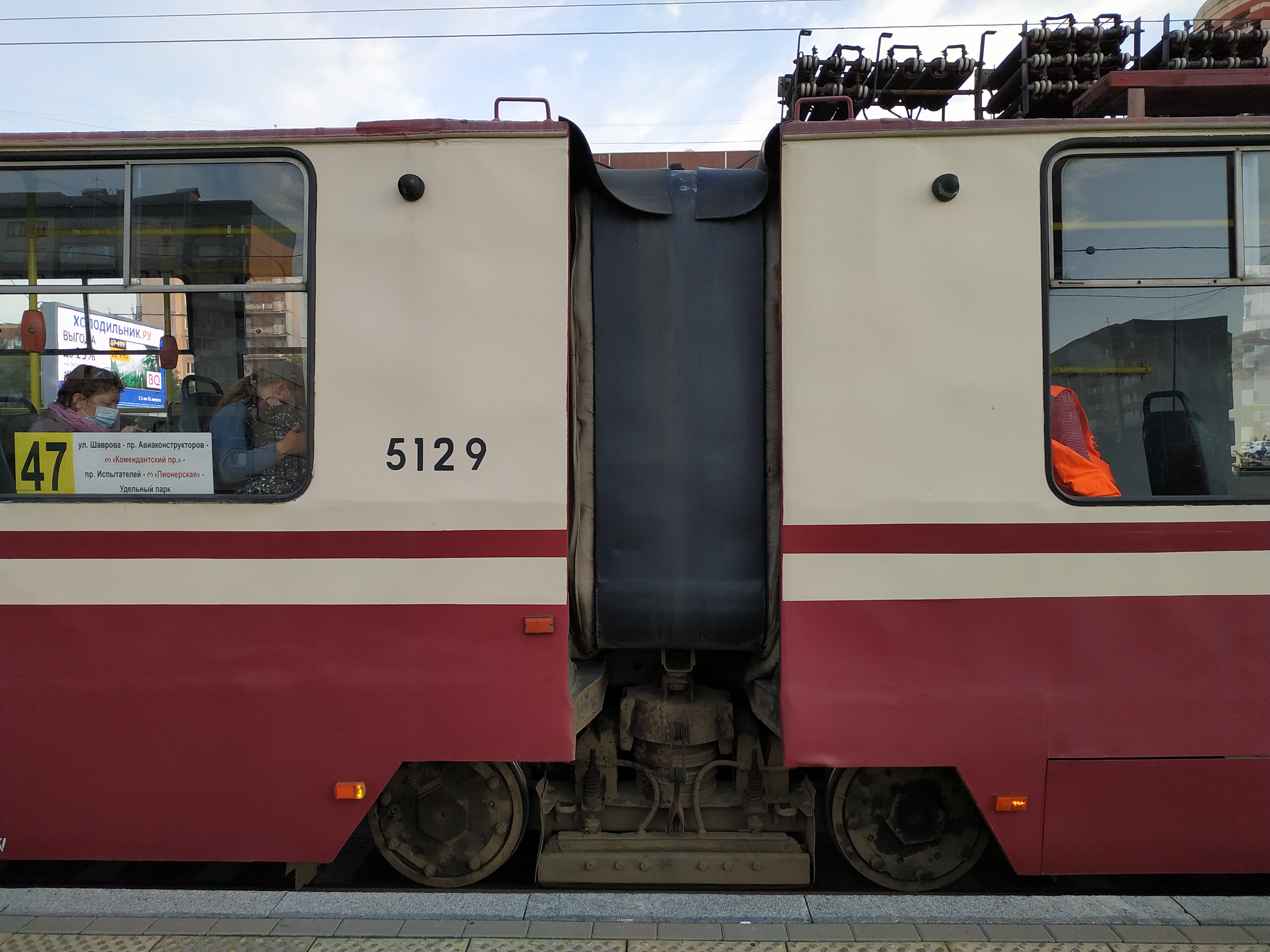
Узел сочленения ЛВС-86 на примере трамвая №5129 на маршруте №47, Санкт-Петербург
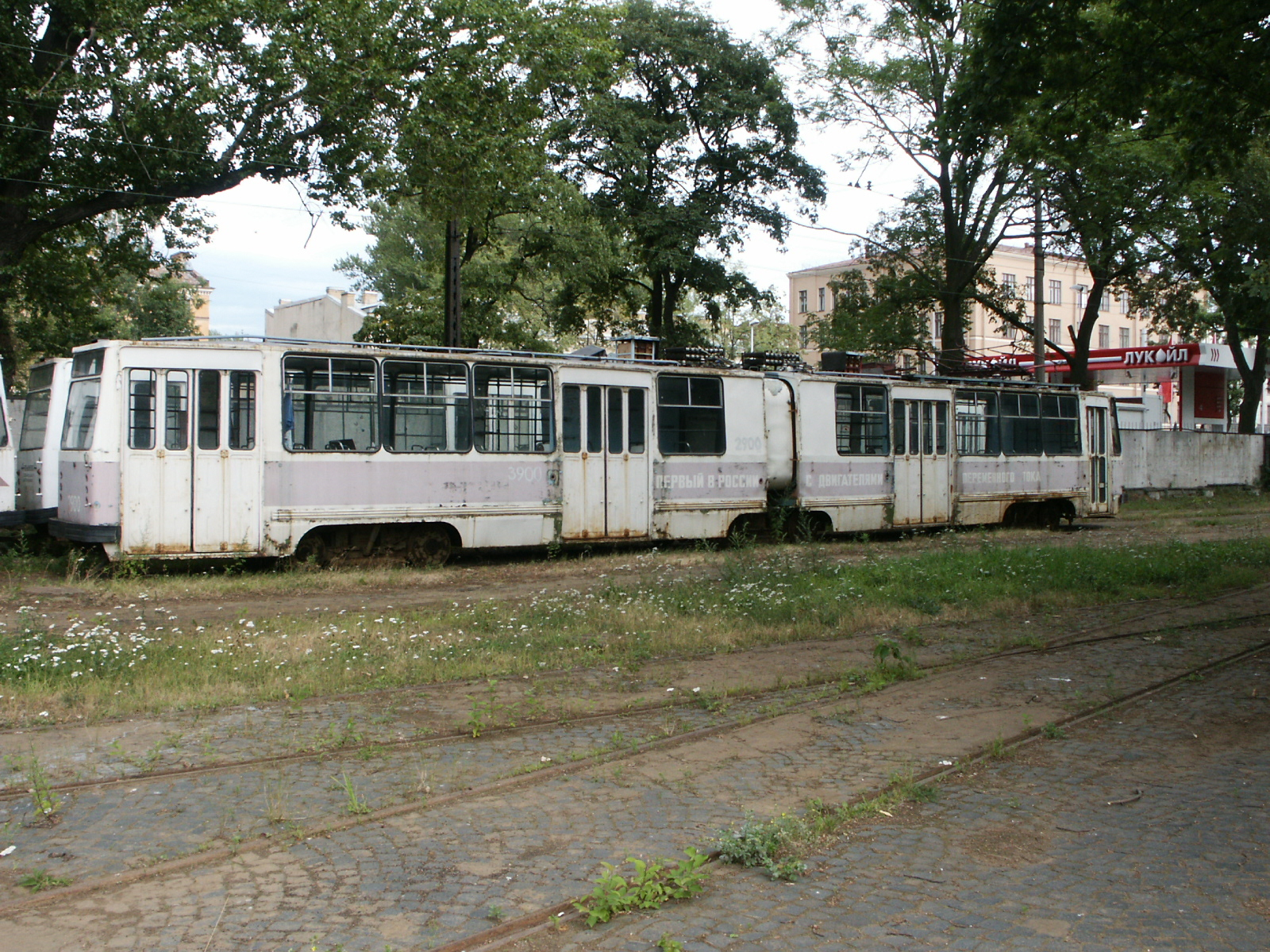
Трамвай ЛВС-86А ожидает реставрации в музее электротранспорта СПб
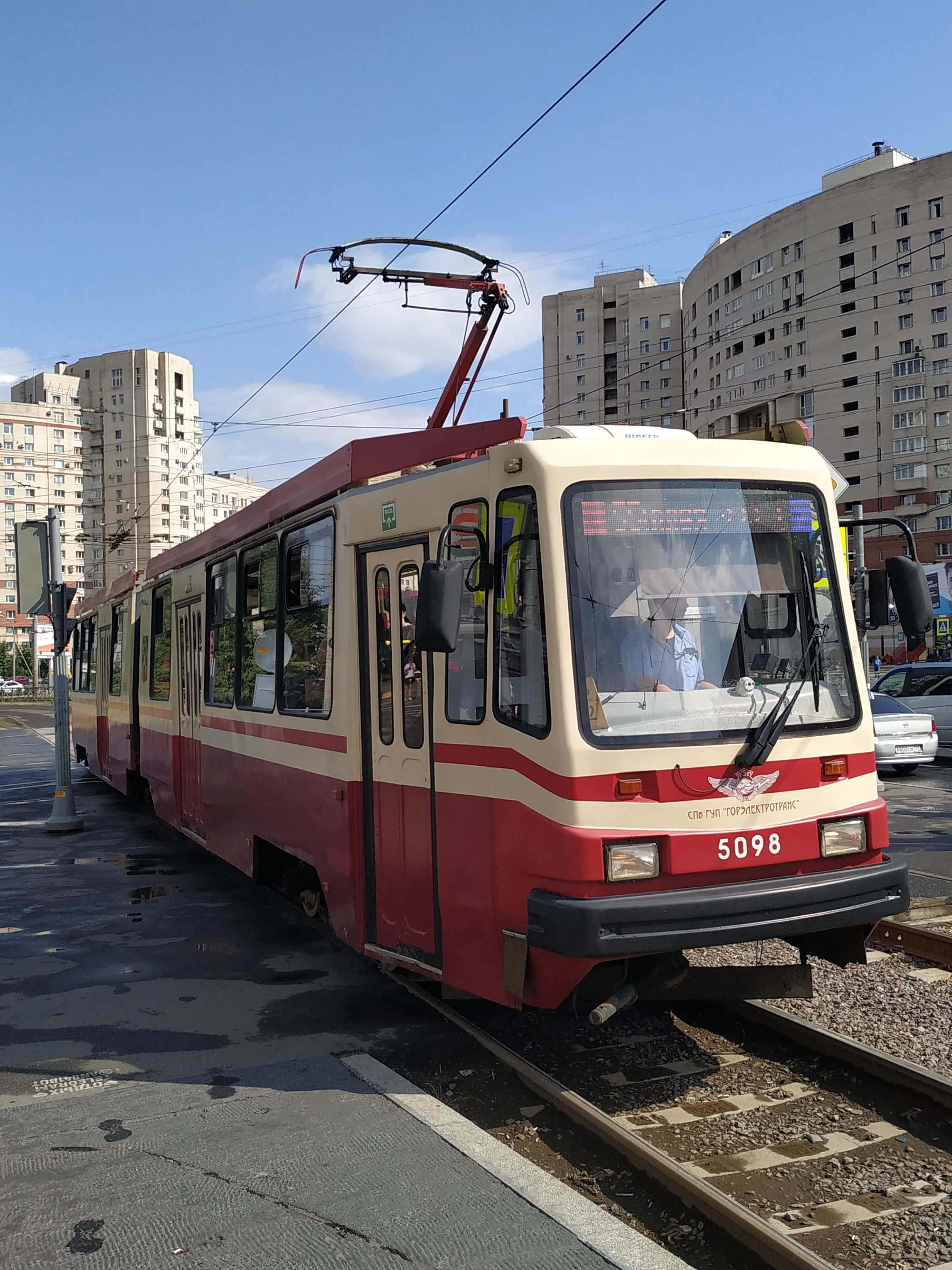
ЛВС-86М2 №5098 следует по маршруту №55 в Санкт-Петербурге
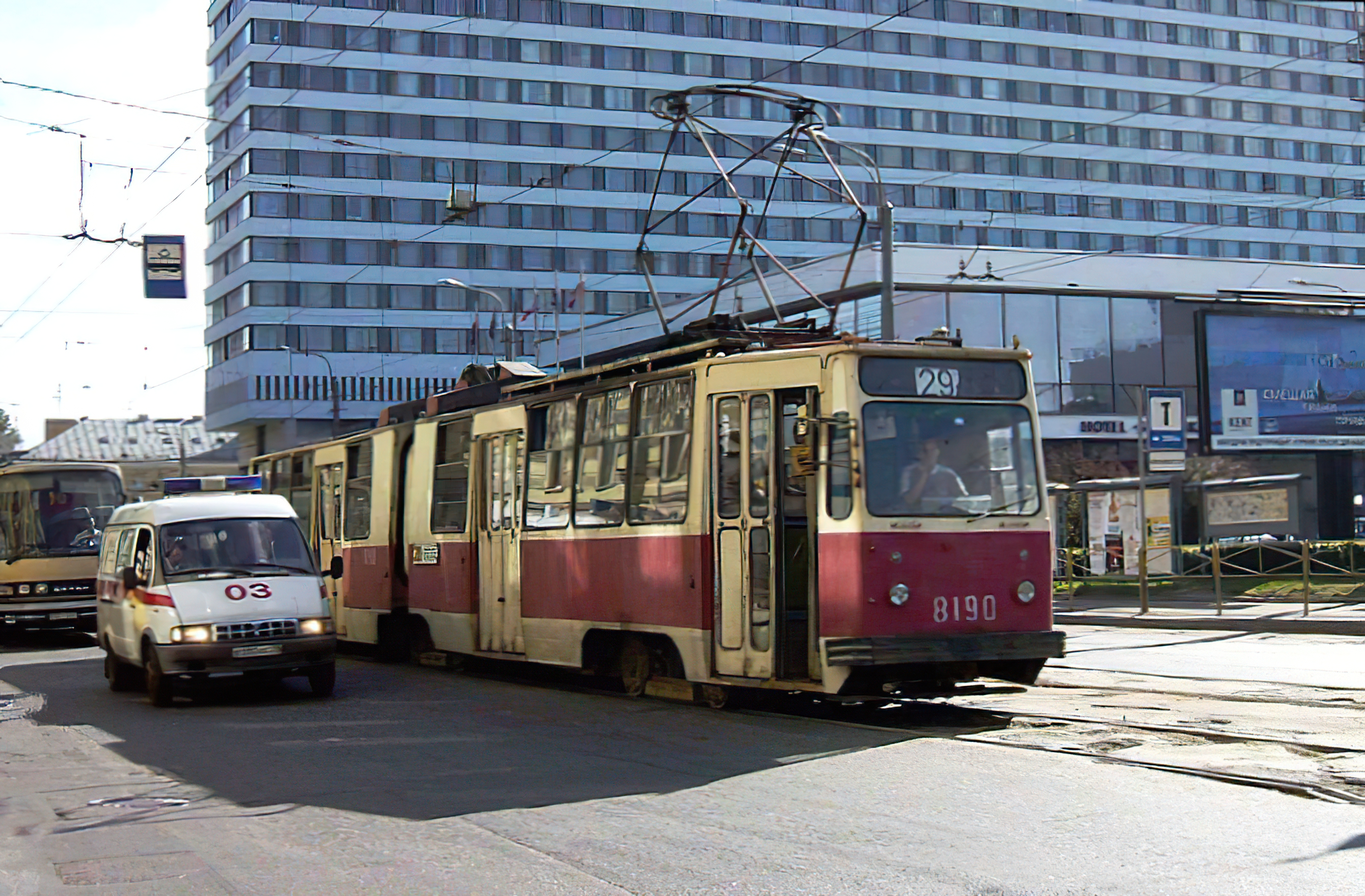
Трамвай ЛВС-86К № 8190 на маршруте № 29. Август 2002 года
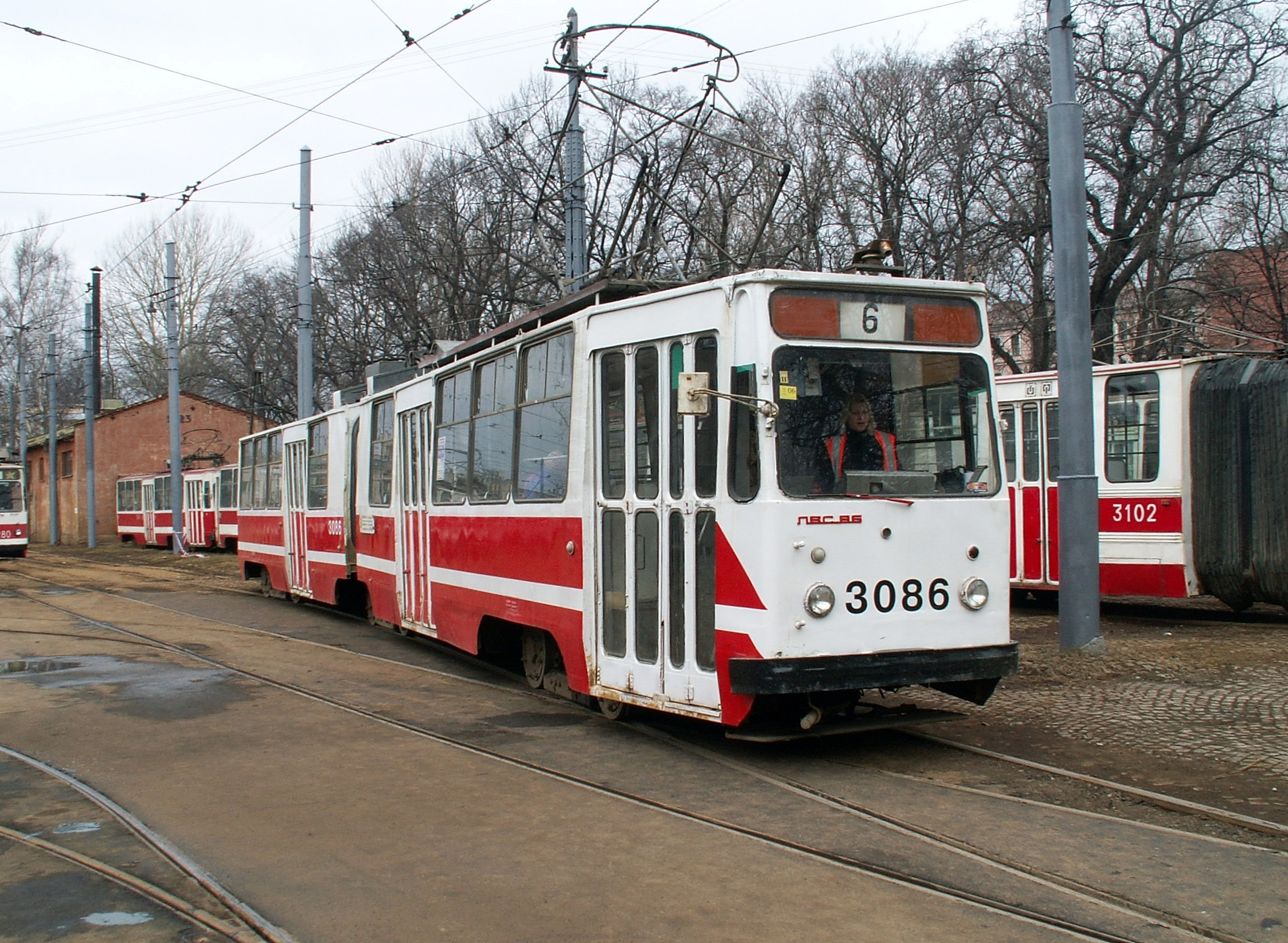
Трамвай ЛВС-86К № 3086 на веере трамвайного парка № 2 (2006 год)
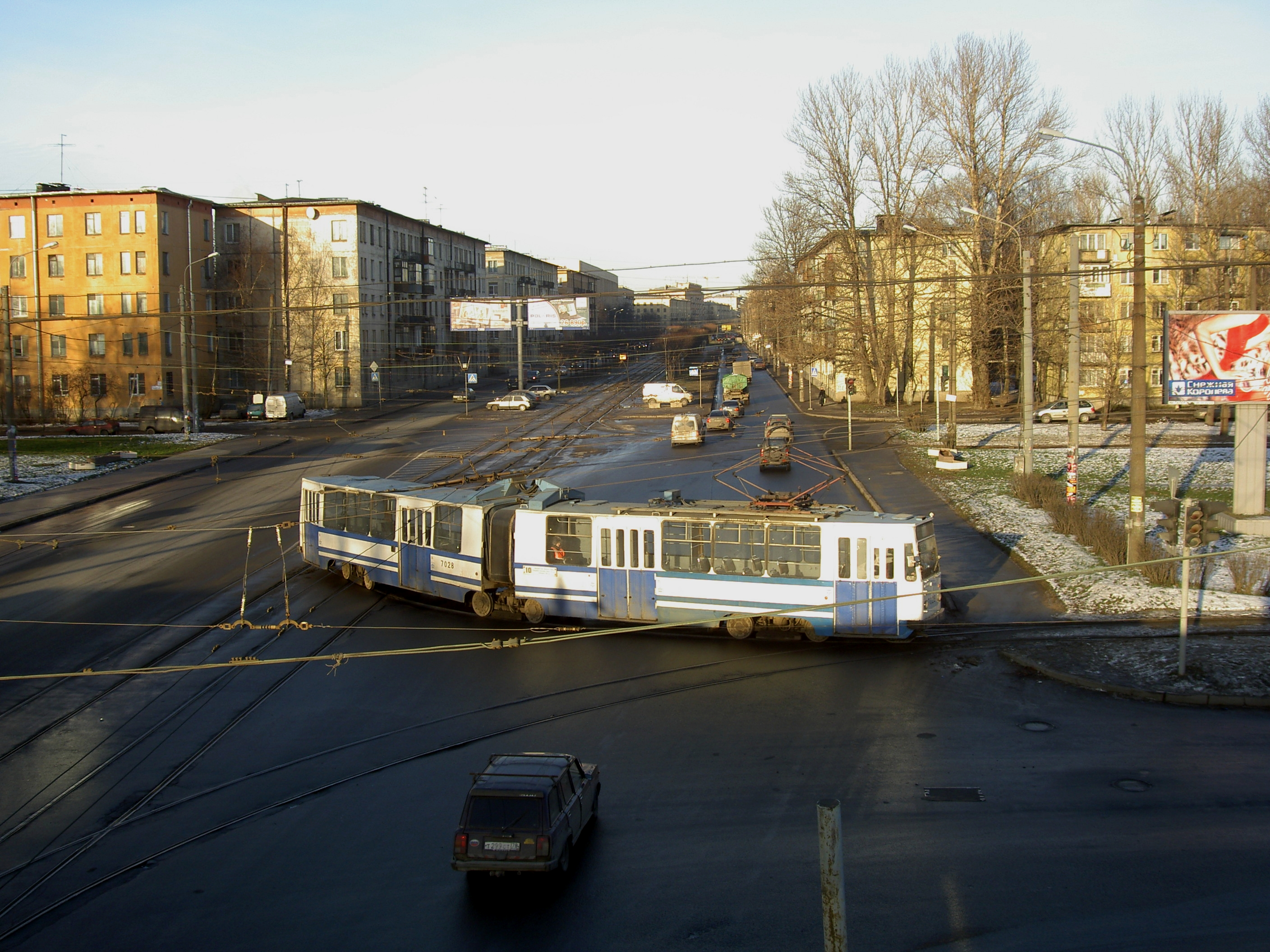
Трамвай ЛВС-86К в окраске парка № 7 заворачивает на к/ст «Малая Охта». 2007 год
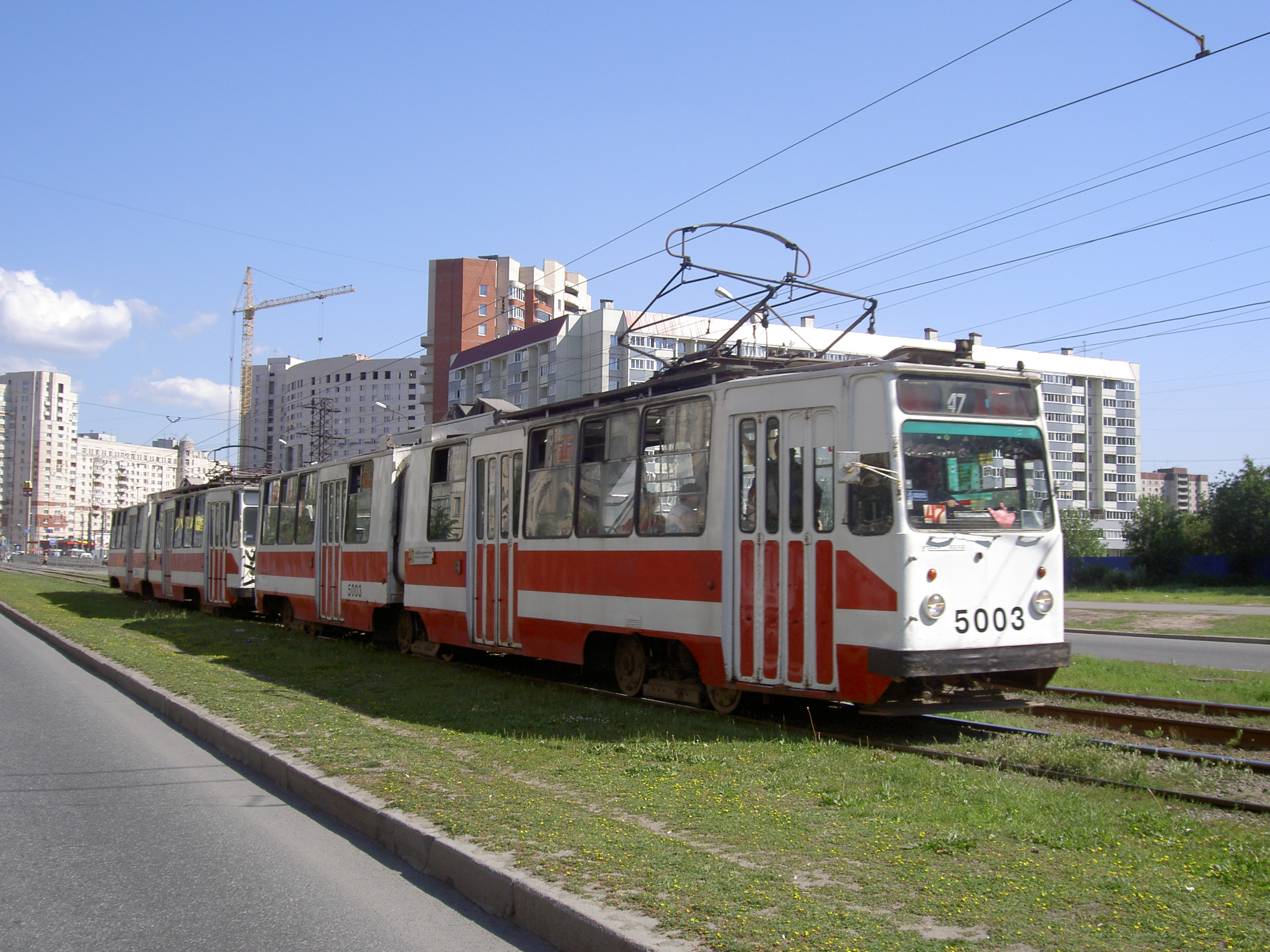
СМЕ из двух вагонов ЛВС-86К на улице Ильюшина. 2008 год
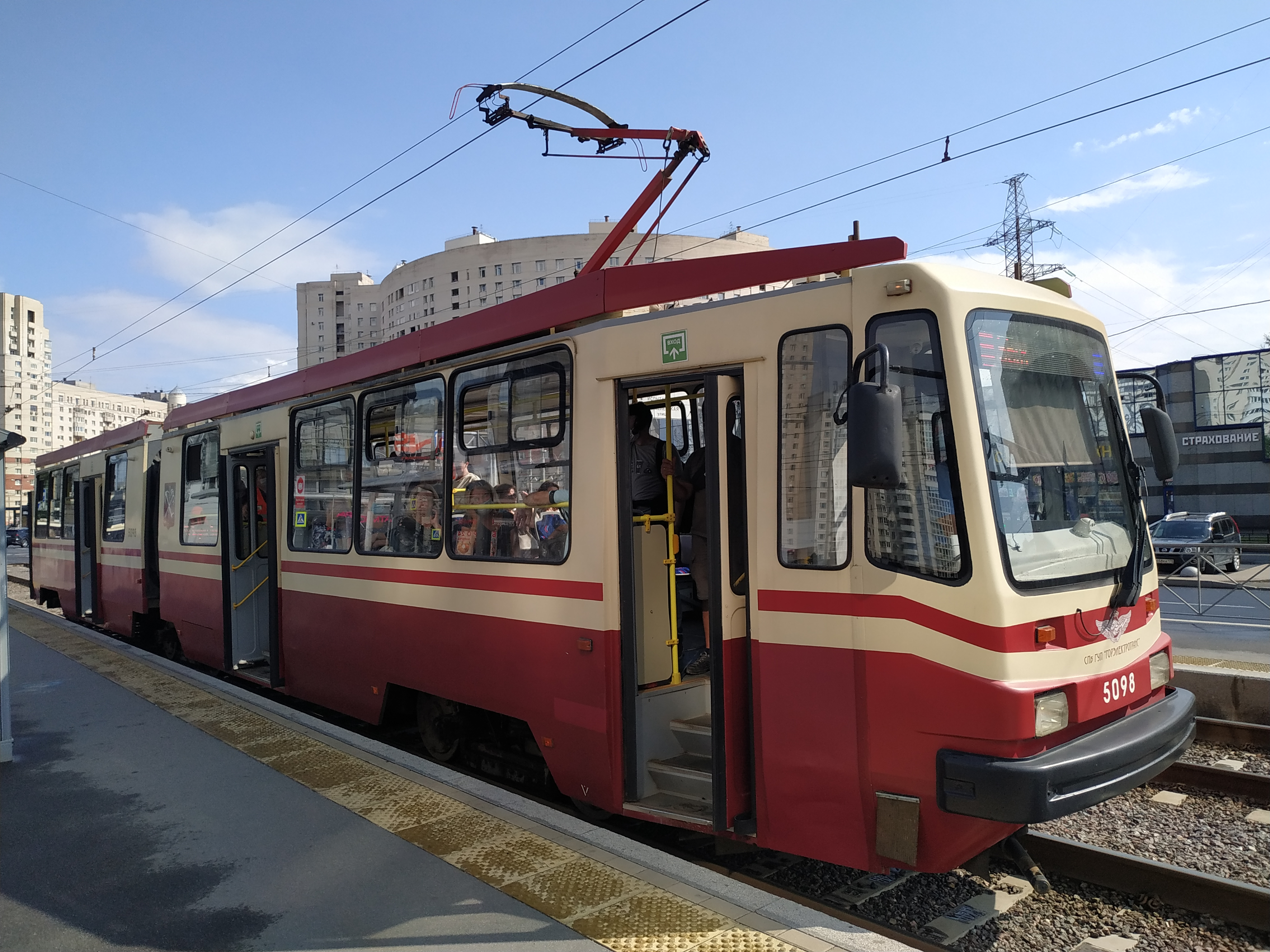
Трамвай ЛВС-86М2 №5098, маршрут №55, на Комендантском проспекте. 2021 год